# Carbatina
Een carbatina (meervoud: carbatinae) is Romeins schoeisel dat uit een enkel stuk leder vervaardigd is.
Schoenmakers waren in het oude Rome gerespecteerde ambachtslieden. Zij maakten diverse soorten schoenen voor klanten die tot de hoogste kringen behoorden. Het gewone Romeinse volk maakte zijn eigen schoeisel. Het was goedkoop en redelijk eenvoudig om sandalen, sandalia of soleae te maken. Het was vaak niet meer dan een eenvoudig zooltje met een veter tussen de tenen.
Soldaten droegen de legerlaars, de caliga.
Voor gewone burgers waren er leren schoenen voor binnen en buiten: de calceus. De crepida had een harde zool en lussen aan de zijkant waar een veter doorheen werd gehaald om hem vast te maken. Romeinse boeren droegen carbatinae, een schoen die van één stuk ossenhuid is gemaakt en met riemen werd vastgegespt. De socci was een soort pantoffel van heel dun leer, die binnenshuis werd gedragen.
Bepaalde slaven mochten geen schoenen dragen. Gevangenen liepen op een soort zware houten klompen, misschien om het vluchten te voorkomen. Senaatsleden waren de enigen die op rode laarzen mochten lopen. Als Romeinen op bezoek gingen droegen ze schoenen voor buitenshuis, maar bij de voordeur werden die verwisseld voor sandalen of socci die door de slaaf waren meegenomen. Over Keizer Gaius, die bekend is geworden onder zijn bijnaam Caligula of Laarsje, wordt verteld dat hij niets liever deed dan op sandalen door de straten van Rome lopen.